# Stormyrtjärnarna (Lycksele socken, Lappland, 718856-165096)
Stormyrtjärnarna är en sjö i Lycksele kommun i Lappland och ingår i Umeälvens huvudavrinningsområde. Sjön har en area på 0,0364 kvadratkilometer och ligger 251,3 meter över havet. Stormyrtjärnarna ligger i Vindelälven Natura 2000-område.

## Delavrinningsområde
Stormyrtjärnarna ingår i det delavrinningsområde (718885-165327) som SMHI kallar för Ovan VDRID = Nackbäcken i Vindelälvens vattendrag*. Medelhöjden är 255 meter över havet och ytan är 30,91 kvadratkilometer. Räknas de 637 avrinningsområdena uppströms in blir den ackumulerade arean 9 407,64 kvadratkilometer. Vindelälven som avvattnar avrinningsområdet har biflödesordning 2, vilket innebär att vattnet flödar genom totalt 2 vattendrag innan det når havet efter 174 kilometer. Avrinningsområdet består mestadels av skog (84 procent). Avrinningsområdet har 2,64 kvadratkilometer vattenytor vilket ger det en sjöprocent på 8,5 procent.